# Mladí muži za pultem
Mladí muži za pultem (též Podvodníci z New Jersey, v anglickém originále Clerks) jsou americká černobílá filmová komedie z roku 1994 režiséra Kevina Smithe, který také napsal jeho scénář. V hlavních rolích se představili Brian O'Halloran, Jeff Anderson, Marilyn Ghigliotti, Lisa Spoonauer, Jason Mewes, Kevin Smith a Scott Mosier. Snímek je označován za kultovní film a významné dílo nezávislé filmové tvorby. V roce 2019 jej americká Knihovna Kongresu zařadila do kolekce National Film Registry.
Nezávislý nízkorozpočtový snímek, Smithův režijní debut, vypráví o jednom dni v životě prodavačů Danteho Hickse (O'Halloran) a Randala Gravese (Anderson) a jejich známých v maloměstě v New Jersey. Komerční úspěch filmu, distribuovaného do kin společností Miramax, společně s dobrým přijetím filmovými kritiky zahájil filmařskou kariéru v té době 24letého Kevina Smithe. V roce 2000 vznikl animovaný televizní seriál Clerks, roku 2006 byl natočen filmový sequel Clerks II: Muži za pultem a roku 2022 snímek Clerks III.
Kevin Smith napsal v listopadu a prosinci 1992 scénář pro nezávislý film, který by mohl natočit v obchodě, kde pracoval. Natáčení filmu začalo 1. dubna 1993 a probíhalo v městečku Leonardo v New Jersey bez přestávky po 21 dní. Následovaly dva dny dotáček. Filmovat se mohlo pouze v noci během doby, kdy byl obchod zavřený (od 22.30 do 5.30 hod.). Natáčelo se na kameru Arriflex SR-2 na černobílý 16mm filmový materiál, rozpočet činil 27 575 dolarů.
Snímek byl poprvé promítán na newyorském Independent Feature Film Marketu na konci roku 1993 s původním koncem. Závěrečnou scénu s Danteho zastřelením ale Smith následně vystřihl. Film byl vybrán pro Sundance Film Festival, kde měl premiéru 22. ledna 1994. Tam nabyl popularity a získal cenu Filmmakers Trophy, zároveň si ho všimla společnost Miramax, která ho za 227 tisíc dolarů koupila. Studio následně utratilo za postprodukci dalších přibližně 200 tisíc dolarů, které byly určeny pro nové sestříhání a licence pro hudební skladby.
Do amerických kin byl snímek uveden 19. října 1994. Zpočátku byl promítán pouze ve dvou vybraných kinech, v dalších týdnech jejich počet stoupal, až dosáhl nejvýše 84 kin během druhé poloviny listopadu 1994. Tržby dosáhly 3,2 milionu dolarů, v zahraničí utržil snímek v kinodistribuci dalších 1,4 milionu dolarů. Celkové tržby tak činily 4,4 milionu dolarů.
V Česku vyšel film v roce 1997 na VHS v českém znění pod názvem Podvodníci z New Jersey, který byl využíván i během příležitostného promítání v kinech v roce 1998 během Febiofestu či při vydání na DVD. Od roku 2000 jej Česká televize uvádí s podtitulky pod názvem Mladí muži za pultem.